# Сєрова Віолетта Русланівна
Віолéтта Руслáнівна Сєрóва (нар. 24 лютого 2007, Київ, Україна) — українська фігуристка, що виступає у парному спортивному фігурному катанні в парі з Іваном Хобтою. Майстриня спорту України.

## Біографія
Народилася 24 лютого 2007 року в Києві. Має старшого брата.

## Спортивна кар'єра

### Сезон 2022—2023
Новий сезон розпочали виступами на етапі юніорського Гран-прі у Гданську, де зуміли стати срібними призерами змагань. Ця нагорода стала першою за 7 років у змаганнях спортивних пар для України. Наступний етап юніорського Гран-прі також відбувся у Гданську, а пара з новим особистим рекордом 154.76 знову посіла друге місце.
У листопаді пара виступила на своєму дебютному дорослому турнірі — «Ice Challenge» у Граці, де їм вдалося виграти бронзову медаль. Після цього вони виступили на Кубку Варшави, де посіли підсумкове 6-те місце, отримавши особисту найкращу оцінку за довільну програму.
Пара зуміла кваліфікуватися до фіналу юніорського Гран-прі, де посіла підсумкове 5-те місце.
У січні 2023 року дебютували на дорослому чемпіонаті Європи, де з результатом 143.72 зуміли посісти 9-те місце серед 13 пар-учасниць.
На початку березня відбувся чемпіонат світу серед юніорів, де пара оновила особисті рекорди в короткій та довільній програмі, вигравши бронзові медалі. Ця медаль стала першою з 2000 року для українських спортивних пар, та першою з 2015 року в усіх видах фігурного катання.

## Програми
| Сезон     | Коротка програма                                                                                                  | Довільна програма                                                      |
| --------- | --- | ---------------------------------------------------------------------- |
| 2022–2023 | Весна у виконанні гурту Воплі Відоплясова хореограф Філіп Залевський та Олексій Олійник                           | Halo у виконанні Бейонсе хореограф Філіп Залевський та Олексій Олійник |
| 2021–2022 | Joke's on You (з фільму «Хижі пташки») у виконанні Шарлотти Лоуренс хореограф Філіп Залевський та Олексій Олійник | Halo у виконанні Бейонсе хореограф Філіп Залевський та Олексій Олійник |

## Спортивні результати

### Серед дорослих
| Чемпіонати світу                | 22 |
| Чемпіонати Європи               | 9  |
| Серія Челенджера: Кубок Варшави | 6  |
| Ice Challenge                   | 3  |

### Серед юніорів
| Міжнародні юніорські змагання        | Міжнародні юніорські змагання | Міжнародні юніорські змагання | Міжнародні юніорські змагання |
| Змагання/Сезон                       | 21–22                         | 22–23                         | 23–24                         |
| ------------------------------------ | ----------------------------- | ----------------------------- | ----------------------------- |
| Юніорські чемпіонати світу           | 6                             | 3                             | 7                             |
| Фінал юніорського Гран-прі           |                               | 5                             | 6                             |
| Юніорський етап Гран-прі: Угорщина   |                               |                               | 2                             |
| Юніорський етап Гран-прі: Австрія    | 7                             |                               |                               |
| Юніорський етап Гран-прі: Польща     |                               | 2                             | 2                             |
| Юніорський етап Гран-прі: Польща     | 2                             |                               |                               |
| Юніорський етап Гран-прі: Словаччина | 5                             |                               |                               |